# Granada n.º 69
La n.º 69  (en inglés: No. 69 grenade) era una granada de mano británica, desarrollada y empleada durante la Segunda Guerra Mundial.

## Historia y desarrollo

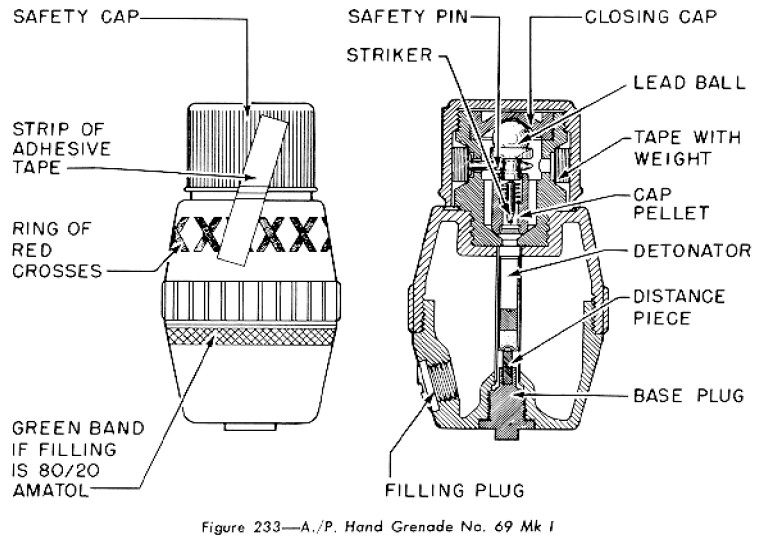
Diagrama esquemático de la n.º 69.

Entró en servicio debido a la necesidad de disponer de una granada con un radio letal más pequeño que el de la n.º 36M. Esto permitía al soldado emplear una granada incluso cuando tenía poca cobertura defensiva. En cambio, el radio letal más grande de la bomba Mills respecto a su alcance obligaba a sus usuarios a elegir el punto de lanzamiento cuidadosamente, a fin de asegurarse que no serían heridos por las esquirlas de su propia granada.
La carcasa de la granada n.º 69 estaba hecha de baquelita, que se rompía sin producir fragmentos como una granada con carcasa metálica. Estaban disponibles mangas metálicas de fragmentación para incrementar la letalidad de la granada.

## Operación
La n.º 69 era muy sencilla de usar: se desenroscaba y desechaba la tapa de seguridad, para después lanzar la granada. Cuando la granada era lanzada, una cinta de lino con un contrapeso curvo de plomo se desenrollaba automáticamente en vuelo, soltando una esfera metálica dentro de la espoleta. De esta forma, la espoleta de impacto se activaba en vuelo y la granada explotaba al impactar; al igual que la granada n.º 82, que empleaba el mismo modelo de espoleta, fue retirada de servicio poco después del fin de la Segunda Guerra Mundial. 

## Espoleta de impacto "all-ways"
La n.º 69 fue la primera granada británica que utilizó la espoleta de impacto "all-ways" empleada más tarde en la granada n.º 82, la granada antitanque n.º 73 y la granada de humo n.º 77. El término "all-ways" se refiere al hecho de que la granada detonaría sin importar la forma en que impactara el objetivo. Normalmente, las municiones con espoleta de impacto deben golpear el objetivo con un punto de impacto particular (perpendicular al mecanismo de la espoleta) para detonar. En cambio, no importaba cómo la granada n.º 69 impactaba su objetivo (con su base, de lado, o de cabeza) porque explotaba.
La espoleta "all-ways" estaba compuesta por una combinación de percutor flotante y detonador sostenidos por un resorte débil. Sobre este conjunto se encontraba una bola de rodamiento de acero presionada contra un albergue cónico por el percutor. Cualquier impacto en el eje vertical imprimiría aceleración ya sea al percutor o al detonador, causando que el percutor impacte la cápsula fulminante y encienda el detonador. Cualquier impacto en el eje horizontal causaría que la bola de rodamiento salte de su albergue cónico, convirtiendo la aceleración horizontal en una vertical, activando el detonador como en el primer caso.
La espoleta era accionada por el usuario desenroscando primero una tapa de plástico para exponer una larga cinta estrecha de lino con un contrapeso curvo de plomo en su extremo. Al ser lanzada manualmente o desde una bocacha lanzagranadas, la cinta de lino con contrapeso se desenrollaría desde la parte superior de la granada y jalaría el pasador de seguridad de la espoleta. Con el pasador retirado, el percutor y el detonador podían entrar en contacto, lo que ocurría por la fuerza del impacto de la granada contra una superficie dura.
La espoleta "all-ways" tenía un defecto de diseño menor, por el cual la bola de rodamiento de acero podía ser lanzada por la detonación como un proyectil de shrapnel. Cuando la granada n.º 69 era empleada en modo "ofensivo", donde el usuario no precisaba ponerse a cubierto antes de lanzarla, había una posibilidad que el usuario pudiese ser herido por la bola de rodamiento. Según Ian V. Hogg, este problema llevó a restringir el empleo de la granada n.º 69 como granada de práctica.

## Marcajes
- Un aro de "X" rojas en la mitad superior entre la tapa de seguridad y la unión indicaba una carga explosiva adecuada para emplearse en regiones tropicales (resistente a la humedad).
- Una banda verde debajo de la unión indicaba una carga explosiva de Amatol 80/20.
- Las letras blancas "BAR" sobre la banda verde indicaban una carga explosiva de Baratol 20/80.
- Las letras blancas "LYD" sobre la banda verde indicaban una carga explosiva de Lyddita.